# Бої за Катеринослав (1918)
Бої за Катеринослав — бої, що відбувалися із 7 до 11 січня 1918 року в Катеринославі (нині Дніпро) в ході війни між Українською народною республікою та Радянською Росією взимку 1917—1918 рр. Внаслідок боїв між військами УНР та військами Радянської Росії і червоних повстанців місто було окуповано більшовиками.

## Передумови
В місті знаходилося 3,5 тисячі робітників — червоногвардійців (озброєних зброєю, надісланою із РРФСР) і українських солдатів, що симпатизували більшовикам (полк імені Пилипа Орлика), у той час як Центральна Рада могла розраховувати на підтримку лише 1500 надійних багнетів. Катеринославський курінь вільного козацтва було укомплектовано переважно добровольцями. Але до нього вступала також і студентська та гімназійна молодь, яка не мала військової підготовки. Цей курінь знаходився під командуванням майбутнього захисника Карпатської України тоді старшини, а потім штабс-капітана Сергія Єфремова. Другим військовим формуванням, на яке спирались місцеві представники Центральної Ради був 134-й Феодосійський полк. Радянські комісари у своїх спогадах писали, що цей полк вирішив підтримати українську владу під впливом агітації офіцерів.

## Перебіг боїв
7 січня місцеві червоногвардійці захопили у республіканських солдатів броньовик і заховали його на одному із заводів. Саме цей інцидент став причиною запеклих вуличних боїв. Протягом 8 січня червоні загони захопили більшість підприємств Катеринослава (Брянський завод, залізничні майстерні), робітничі райони: Чечелівку, Кайдаки, станцію Горяїнове.
9 січня в Катеринослав по залізниці від Синельникового прибув червоний бронепотяг і ешелон з харківськими і московськими червоногвардійцями (загін Єгорова чисельністю в 1500 бійців), що і вирішило результат битви за місто на користь більшовиків. До кінця дня більшовики оволоділи головними опорними пунктами українських військ у центрі міста (пошта, телеграф, вокзал).
10 січня війська УНР в Катеринославі капітулювали. Останні гайдамацькі загони склали зброю 11 січня.
В результаті боїв російські червоногвардійці втратили 10 чоловік убитими та 20 пораненими, катеринославські — 11 убитими і кілька десятків поранених. На жаль, даних про втрати українських підрозділів немає.

## Наслідки
Із втрати губернського центру Катеринослава почалася окупація Півдня України більшовиками.